# Bartolomeu Marchionni
Bartolomeu Marchionni (final do século XV ao início de XVI) foi um banqueiro e mercador florentino estabelecido em Lisboa durante a era dos descobrimentos.
Marchionni chegou a Lisboa por volta de 1468, como agente dos Cambini. No decorrer de uma longa carreira tornou-se o mais bem sucedido dos comerciantes e um dos homens mais ricos de Lisboa. Foi o principal comerciante de açúcar das ilhas da Madeira e participou extensivamente nas viagens para as costas da Guiné, do Brasil, do comércio da Madeira, financiando também várias viagens à Índia . Numa iniciativa privada em consórcio com D. Álvaro de Portugal e Sernigi Girolamo, Marchionni enviou um navio na segunda armada enviada à Índia, que em 1500 descobriu o Brasil sob o comando de Pedro Álvares Cabral. Em 1501 financiou a terceira armada portuguesa à Índia, numa iniciativa privada conjunta com D. Álvaro de Bragança . A pequena frota de quatro navios partiu de Lisboa a 9 ou 10 de Março de 1501, sob o comando de João da Nova, tendo Diogo Barbosa como agente de D. Álvaro. Estabeleceram uma feitoria (pós negociação) em Cananor, aí deixando um feitor.
Marchionni foi amigo de Américo Vespúcio sobre o qual escreveu, após regressar de Sevilha, que este "tinha tido muito trabalho e pouco benefício". Foi sucedido pelo seu filho Pêro Paulo Marchionni, ele próprio um armador. Em 1503 na frota para a Índia de Francisco e Afonso de Albuquerque, Giovanni da Empoli foi enviado como um agente comercial das empresas Gualterroti e Frescobaldi e também de Bartolomeo Marchionni.

Na obra “Escravidão” (vol. I, Globo Livros, Rio de Janeiro, 2019), o autor Laurentino Gomes menciona que Bartolomeu Marchionni, mercador Florentino, banqueiro em Lisboa e dono de fazendas de cana-de-açúcar no arquipélago da Madeira, traficava escravos, tendo financiado as principais expedições portuguesas da época. Entre o final do século XIV e o início do século XV, Bartolomeu Marchionni detinha o monopólio do tráfico de escravos na costa do Benim. Segundo o historiador David Bruno Davis, ainda na Idade Média, a família Marchionni já estava envolvida no tráfico de escravos brancos da região do Mar Negro para o Mediterrâneo, portanto, bem antes do início das grandes navegações portuguesas na costa da África.